# Ängskär (Kumlinge, Åland)
Ängskär är en del av en ö i Åland (Finland). Den ligger i den östra delen av landskapet, 50 km öster om huvudstaden Mariehamn.